# One Step Closer
One Step Closer is een nummer van de rockband Linkin Park en staat als de tweede track op het debuutalbum Hybrid Theory uit 2000. Het nummer werd in 2000 uitgebracht als de debuutsingle en zorgde voor de doorbraak van de band, vooral bij het rockpubliek. Het nummer is geproduceerd door Don Gilmore en gemixt door Andy Wallace en is een van de meest bekende nummers van Linkin Park.

## Achtergrondinformatie
Het nummer had in de opnamefases de titel Plaster en is ontstaan uit frustraties vanwege het feit dat de band problemen hadden met het opnemen van Runaway, dat ook op Hybrid Theory staat. Het bestaat uit de zangvocalen van Chester Bennington die vrijwel het gehele nummer zingt. Mike Shinoda spreekt slechts enkele regels tijdens het refrein. In 2008 kreeg de fanbase van Linkin Park een versie van het nummer in handen dat nog niet gemixt was. Deze demo klonk dan ook rauwer en had Chester Benningtons "Shut Up When I'm Talking to You", dat in de brug is te horen, ook in het begin staan. Daarnaast waren er fotocameraklikken te horen. Deze twee elementen zijn in de officiële versie eruitgehaald en Mike Shinoda verklaarde dat het "Shut Up"-gedeelte de verrassing van de brug verpestte.
De single is in 2000 uitgebracht en deed het goed in Australië, waar het de vierde plek behaalde. Echter in andere landen, waaronder Nederland, de Verenigde Staten en het Verenigd Koninkrijk was dit minder het geval. Desondanks behaalde het de top vijf in de Amerikaanse Billboard Modern Rock Tracks en de Mainstream Rock Tracks.
Het nummer is voor de remixalbum Reanimation opnieuw gearrangeerd en opgenomen door The Humble Brothers, waarbij er op de brug een extra couplet van Jonathan Davis, de zanger van KoЯn, is toegevoegd. Deze versie van One Step Closer is naar 1stp Klosr hertiteld. In tegenstelling tot het origineel, is deze versie het langste op het album terwijl in vergelijking One Step Closer het kortste is op Hybrid Theory. Een demo van de remix staat op de dvd Frat Party at the Pankake Festival als verborgen item. De demo en ook bestaat er hiervan een radio edit. De demo is voor het grootste gedeelte gelijk aan de Reanimation-albumversie, de vocalen van Davis zijn echter nog niet te horen. In de radio edit is het eerste couplet weggehaald en is het einde ingekort. One Step Closer is ook gemashed met Points of Authority (ook Hybrid Theory) en Jay-Z's 99 Problems; deze versie staat op het door beide artiesten gedeelde ep Collision Course.

## Live-uitvoeringen
One Step Closer is een van de weinige nummers die altijd in setlist van de band is opgenomen en kenmerkte zich doordat het tot 2007 het afsluitende nummer van de band was, op het Live 8-concert na. Op de MTV Video Music Awards van 2001, werd er, vóór Benningtons geschreeuw op de brug, een scratchsolo van de X-Ecutioners toegevoegd met synthdelen en geremixte vocalen van het nummer. Vanaf 2003 werd het nummer verlengd met de intro van 1Stp Kloser en ook werd het couplet van Jonathan Davis uit de remix vóór de brug gezongen door Bennington. Tussen het "Shut Up!"-geschreeuw door, zingt Shinoda de woorden "Blood is pouring" dat eveneens uit de remix is gehaald. Dit staat live geregistreerd op de live-dvd Live in Texas en het staat ook als B-kant op de Faint single als One Step Closer (Reanimated Live).
Vanaf 2007 besloot de band tot verandering, gezien het feit dat zij inmiddels meer dan genoeg materiaal hadden voor de concerten. De groep haalde het nummer van de laatste plek in de setlijst af en zette het als eerste nummer of als het laatste nummer voor de encore. Tijdens de Projekt Revolution-tour en de Australazië-tour was One Step Closer dan ook het eerste nummer van setlist A en het nummer voor de brug van setlisten B en C. De Reanimation invloeden werden eruit gehaald en, als One Step Closer de opener was, werd het gespeeld met een extra intro. Ook speelde sindsdien Shinoda ook mee als ritmische gitarist. Tijdens de eerste concert van 2008 in Hannover, Duitsland, werd One Step Closer voor het eerst sinds 2004 weer als slot gespeeld, met een nieuwe, verlengde outro.

### Samenwerkingsvormen
De band heeft door de jaren heen op de live-versies met verschillende artiesten samengewerkt. Deze deden meestal mee tijdens Benningtons "Shut Up!"-gedeelte.
- Dilated Peoples
- Marky Chavez van Adema
- Wes Scantlin (van Puddle of Mudd)
- Sonny Sandoval (van P.O.D.)
- Hoobastank
- Story of the Year
- Jonathan Davis (van KoЯn)

- Eminem & D12
- The X-Ecutioners
- PIA
- Aaron Lewis (van Staind)
- Jay-Z
- Christian Lindskog (van Blindside)

## Videoclip
De oorspronkelijke versie van de video was een liveopname met fans. Joseph Hahn kwam op met het concept van de werkelijke videoclip. Deze is geschoten in Los Angeles, 63 voet ondergronds in een verlaten metrotunnel en is geregisseerd door Gregory Dark, een voormalige pornoregisseur. In de videoclip is de tijdelijke bassist Scott Koziol te zien omdat Dave Farrell verplichtingen had met zijn toenmalige band The Snax.
De clip begint met een groep tieners die in een donker steegje rondhangen. Twee van hen, een meisje en een jongen (gespeeld door lokale Los Angeles artiest Tony Acosta), volgen een vreemd figuur door een tunnel dat leidt naar een donkere en mistige omgeving in de tunnel. Nog meer vreemde figuren, die ook daar aanwezig zijn, beoefenen martial arts. Net voor de brug, stoten de twee een doos omver, waardoor zij opgemerkt worden en genoodzaakt zijn weg te vluchten. De Hybrid Soldier, de soldaat dat op de albumcover te zien is, staat op de muur van de tunnel geschilderd en een logo met de letters "HT" op, de vroegere bandlogo uit de tijd dat de band ook Hybrid Theory heetten, is te zien op de draaitafels van Hahn. In de clip draagt Bennington twee T-shirts.

## Publieke verschijningen
Het nummer staat ook op de Dracula 2000 Soundtrack en is te horen in Das Experiment. Het staat op de compilatie-cd's The Return Of The Rock Volume 2, All Areas Volume 11, De Afrekening 26, Kerrang Vol.1, What's NU - The Best Of NU Metal, No Bullshit (Nu Metal & Big Rock Smash Hits) en The Family Values Tour 2001. Ook is het nummer in de computerspellen Rock Band 2 en Guitar Hero On Tour: Decades als bespeelbare track beschikbaar en te horen in de eindkredieten van Frontlines: Fuel of War.

## Hitnotering

### Single Top 100
| One Step Closer in de Nederlandse Single Top 100 Binnen: 3 maart 2001 | One Step Closer in de Nederlandse Single Top 100 Binnen: 3 maart 2001 | One Step Closer in de Nederlandse Single Top 100 Binnen: 3 maart 2001 | One Step Closer in de Nederlandse Single Top 100 Binnen: 3 maart 2001 | One Step Closer in de Nederlandse Single Top 100 Binnen: 3 maart 2001 | One Step Closer in de Nederlandse Single Top 100 Binnen: 3 maart 2001 | One Step Closer in de Nederlandse Single Top 100 Binnen: 3 maart 2001 | One Step Closer in de Nederlandse Single Top 100 Binnen: 3 maart 2001 | One Step Closer in de Nederlandse Single Top 100 Binnen: 3 maart 2001 | One Step Closer in de Nederlandse Single Top 100 Binnen: 3 maart 2001 |
| Week                                                                  | 1                                                                     | 2                                                                     | 3                                                                     | 4                                                                     | 5                                                                     | 6                                                                     | 7                                                                     | 8                                                                     | uit                                                                   |
| --------------------------------------------------------------------- | --------------------------------------------------------------------- | --------------------------------------------------------------------- | --------------------------------------------------------------------- | --------------------------------------------------------------------- | --------------------------------------------------------------------- | --------------------------------------------------------------------- | --------------------------------------------------------------------- | --------------------------------------------------------------------- | --------------------------------------------------------------------- |
| Nummer                                                                | 90                                                                    | 57                                                                    | 58                                                                    | 57                                                                    | 61                                                                    | 63                                                                    | 60                                                                    | 71                                                                    | uit                                                                   |

### NPO Radio 2 Top 2000
One Step Closer stond in 2024 voor het eerst in de NPO Radio 2 Top 2000, op plek 899.

## Tracklist
Alle muziek en teksten zijn geschreven door Linkin Park. 
| Nr. | Titel                       | Duur  |
| --- | --------------------------- | ----- |
| 1.  | One Step Closer             | 02:22 |
| 2.  | My December                 | 04:21 |
| 3.  | High Voltage (2002 Reprise) | 03:45 |
| 4.  | One Step Closer (Video)     | 02:55 |

| Nr. | Titel                           | Duur  |
| --- | ------------------------------- | ----- |
| 1.  | One Step Closer (album version) | 02:23 |
| 2.  | One Step Closer (rock mix)      | 04:36 |

| Nr. | Titel           | Duur  |
| --- | --------------- | ----- |
| 1.  | One Step Closer | 02:22 |
| 2.  | My December     | 04:21 |

## Versies
- One Step Closer (albumversie) — 02:37
- Plaster (demo) — 02:43
- 1Stp Klosr (demo) — 06:18
- 1Stp Klosr (albumversie) — 06:18
- 1Stp Klosr (radio edit) — 05:46
- Points of Authority/99 Problems/One Step Closer (met Jay-Z) — 04:56

## Medewerkers
Linkin Park
- Chester Bennington: leadvocalen, achtergrondvocalen
- Rob Bourdon: drum, percussie
- Brad Delson: leadgitarist, bassist
- Joseph Hahn: DJ, scratching, sampling, artwork
- Mike Shinoda: vocalen, MC, mixing, artwork, sampling, beats

Opnamemuzikanten
- Scott Koziol: bassist